# Національний олімпійський комітет Австралії
Австралійський олімпійський комітет (англ. Australian Olympic Committee, (AOC)) — національний олімпійський комітет (НОК), відповідальний за розвиток, захист і сприяння олімпійському рухові в Австралії. НОК має виняткові зобов'язання та права на представництво Австралії на Олімпійських іграх, як літніх так і зимових, а також Юнацьких Олімпійських іграх та інших змаганнях, що проходять під патронатом Міжнародного олімпійського комітету (МОК). Австралійський олімпійський комітет разом із іншими національними олімпійськими комітетами є складовою частиною Міжнародного олімпійського комітету.

## Організація
До складу Австралійського олімпійського комітету входять 35-ть національних федерацій з різних видів спорту, що є представленими в олімпійській програмі, як на літніх так і на зимових Олімпійських іграх. НОК Австралії представлений у кожному штаті та території держави через Олімпійські ради, при відповідних місцевих урядах, які відповідають за пропаганду Олімпійських ідеалів та цінностей та залучення коштів для Олімпійських команд Австралії.
Олімпійський комітет є відповідальним за відбір спортсменів, які представляють Австралію на Олімпійських іграх. Кандидатури спортсменів на розгляд подають відповідні національні федерації спорту.
Керівним органом НОК є виконавча рада до її складу станом на 2018 рік входять: президент Джон Коутс, віце-президенти Хелін Браунлі та Ієн Честермен, головний виконавчий директор Мет Керролл та члени Мет Аллен, Марк Арбіб, Крейг Керрекер, Кітті Чіллер, Кетрін Феттелл, Евелін Голлз, Стів Гукер, та Майкл Мерфі. У Міжнародному олімпійському комітеті Австралію представляють президент НОК Джон Коутс та Джеймс Томкінз. Джон Коутс є членом МОК з 2001 року, з 2009 по 2013 рік був членом виконавчої ради МОК та у 2013 році обраний її віце-президентом. Джеймс Томкінз є членом МОК з 2013 року. Головним попечителем (патроном) НОК є діючий генерал-губернатор Австралії Пітер Косгроув, іншим патроном є діючий прем'єр-міністр Австралії Малкольм Тернбулл.
При Австралійському олімпійському комітеті діє Комісія атлетів, мета діяльності якої є надання порад керівництву НОК з точки зору спортсменів з усіх питань, що стосуються Олімпійського руху. Комісія складається з 11 членів, які є олімпійцями, та були висунуті їх партнерами по олімпійським збірним зі своїх видів спорту. Станом на 2018 рік комісія складається: Голова — Стів Гукер (легка атлетика), заступник Кім Бреннан (академічне веслування), інші: Елана Бойд (легка атлетика), Кейт Кемпбелл (плавання), Рамон Купер (фристайл), Джеймі Дваєр (хокей на траві), Джессіка Фокс (веслування на байдарках і каное), Лідія Лассіла (фристайл), Джеймс Томкінз (академічне веслування), Кен Воллес (веслування на байдарках і каное), Шелі Воттс (бокс).

## Історія
Тенісист Едвін Флек був першим і єдиним атлетом, що репрезентував Австралію на перших новітніх Олімпійських іграх, що відбилися в Афінах у 1896 році. На цій Олімпіаді Флек виграв дві золоті медалі. Представником Австралії та Нової Зеландії в Міжнародному олімпійському комітеті був новозеландець Ленард Кафф, якого у 1905 році змінив Річард Кумз, що став першим австралійцем членом МОК. На іграх 1908 та 1912 років австралійські спортсмени виступали єдиною командою з олімпійцями з Нової Зеландії, яка мала назву Австралазія або скорочено ANZ. У 1914 році була створена об'єднана Олімпійська федерація Австралії та Нової Зеландії. У 1920 році Нова Зеландія вирішила покинути спільну федерацію, таким чином Австралія створила свою власну окрему Олімпійську раду. Її першим президентом став Джеймс Тейлор. У 1923 році Олімпійська рада Австралії змінила свою назву на Олімпійська федерація Австралії. У 1990 році Олімпійська федерація Австралії затвердила свій новий устав і з цього часу почала йменуватися, як Олімпійський комітет Австралії.
НОК Австралії був відповідальним за проведення двох Олімпіад у цій країні, у 1956 в Мельбурні та в 2000 році в Сіднеї. Також підтримував заявки Брисбена та Мельбурна на проведення Олімпійських Ігор у 1992 та 1996 роках відповідно.

### Ключові персони
| Рік призначення | Представники в МОК | Представники в МОК | Почесний секретар / Генеральний секретар / Головний виконавчий директор | Президент / Голова |
| --------------- | ------------------ | ------------------ | ----------------------------------------------------------------------- | ------------------ |
| 1895            | Ленард Кафф        | Ленард Кафф        |                                                                         |                    |
| 1905            | Річард Кумз        |                    |                                                                         |                    |
| 1920            | Річард Кумз        | Джордж Шенд        | Джеймс Тейлор                                                           |                    |
| 1921            | Річард Кумз        | Освальд Мерретт    | Джеймс Тейлор                                                           |                    |
| 1924            | Річард Кумз        | Джеймс Тейлор      | Джеймс Тейлор                                                           | Джеймс Ів          |
| 1933            | Гарольд Лакстон    | Джеймс Тейлор      | Джеймс Тейлор                                                           | Джеймс Ів          |
| 1944            | Гарольд Лакстон    |                    | Гарольд Олдерсон                                                        | Джеймс Ів          |
| 1946            | Гарольд Лакстон    | Х'ю Віер           | Гарольд Олдерсон                                                        | Джеймс Ів          |
| 1947            | Гарольд Лакстон    | Х'ю Віер           | Гарольд Олдерсон                                                        | Едгар Теннер       |
| 1951            | Льюїс Лакстон      | Х'ю Віер           | Гарольд Олдерсон                                                        | Едгар Теннер       |
| 1973            | Льюїс Лакстон      | Х'ю Віер           | Джуліус Петчінг                                                         | Едгар Теннер       |
| 1974            | Дейвід Маккензі    | Х'ю Віер           | Джуліус Петчінг                                                         | Едгар Теннер       |
| 1977            | Дейвід Маккензі    | Кеван Госпер       | Джуліус Петчінг                                                         | Сідней Грейндж     |
| 1982            | Філліп Коулз       | Кеван Госпер       | Джуліус Петчінг                                                         | Сідней Грейндж     |
| 1985            | Філліп Коулз       | Кеван Госпер       | Філліп Коулз                                                            | Кеван Госпер       |
| 1990            | Філліп Коулз       | Кеван Госпер       | Філліп Коулз                                                            | Джон Коутс         |
| 1993            | Філліп Коулз       | Кеван Госпер       | Перрі Кроссвайт                                                         | Джон Коутс         |
| 1995            | Філліп Коулз       | Кеван Госпер       | Крейг Маклетчі                                                          | Джон Коутс         |
| 2001            | Джон Коутс         | Кеван Госпер       | Роберт Елфінстон                                                        | Джон Коутс         |
| 2005            | Джон Коутс         | Кеван Госпер       | Крейг Філліпс                                                           | Джон Коутс         |
| 2013            | Джон Коутс         | Джеймс Томкінз     | Крейг Філліпс                                                           | Джон Коутс         |
| 2014            | Джон Коутс         | Джеймс Томкінз     | Фіона де Жонг                                                           | Джон Коутс         |
| 2017            | Джон Коутс         | Джеймс Томкінз     | Мет Керролл                                                             | Джон Коутс         |

## Фінансування
НОК Австралії є неприбутковою організацією, діяльність якої напряму не фінансується з державного бюджету. Джерелами надходження коштів, головним чином, є спонсорство, ліцензування та гранти від Міжнародного олімпійського комітету, відомі під назвою Олімпійська солідарність. У кожному штаті та території Австралії діють відділення НОК — Олімпійські ради, які організують публічні заходи по збору коштів. Ще одним джерелом фінансування є Австралійська олімпійська фундація.
Незважаючи на те, що уряд Австралії не фінансує національний олімпійський комітет, він виділяє значні кошти на розвиток олімпійських видів спорту, через Австралійську спортивну комісію, Австралійський інститут спорту та Олімпійський зимовий інститут Австралії, також фінансуванням підготовки атлетів займаються уряди штатів та територій, через власні спортивні інституції та академії спорту. Також державні фінансові ресурси виділяються напряму національним спортивним федераціям, того чи іншого виду спорту, для цільової підготовки австралійських олімпійців. Державна фінансова підтримка є критично важливою для підготовки атлетів до Олімпійських Ігор.
Станом на 2018 рік бюджет Олімпійських програм НОК Австралії на період 2017—2020 роки склав близько 34 мільйонів австралійських доларів. Кошти були розподілені на наступні витрати:
- Олімпійська освіта $550,000
- Зимові Олімпійські ігри 2018 $6,542,723
- Літні Олімпійські ігри 2020 $23,437,377
- Зимові Олімпійські ігри 2022 $3,084,000